# فلورنسا يوجين بالدوين
فلورنسا يوجين بالدوين (بالإنجليزية: Florence Eugene Baldwin)‏ هو سياسي أمريكي، ولد في 7 مارس 1825 في الولايات المتحدة، وتوفي في 3 نوفمبر 1886 في سانت كلاود في الولايات المتحدة. انتخب عضو مجلس ولاية مينيسوتا.